# Claudiu Keșerü
Claudiu Andrei Keșerü [klaudiju kešeru] (* 2. prosince 1986, Oradea, Rumunsko) je rumunský fotbalový útočník a reprezentant, který působí od roku 2015 v bulharském klubu Ludogorec Razgrad.
Prošel angažmá v Rumunsku, Francii, Kataru a Bulharsku.

## Klubová kariéra
- FC Bihor Oradea (mládež)
- FC Bihor Oradea
- FC Nantes 2003–2010
- →  FC Libourne (hostování) 2008–2009
- →  Tours FC (hostování) 2009–2010
- →  Angers SCO (hostování) 2010
- Angers SCO 2010–2013
- SC Bastia 2013–2014
- FC Steaua București 2014–2015
- Al-Gharafa Sports Club 2015
- Ludogorec Razgrad 2015–

## Reprezentační kariéra

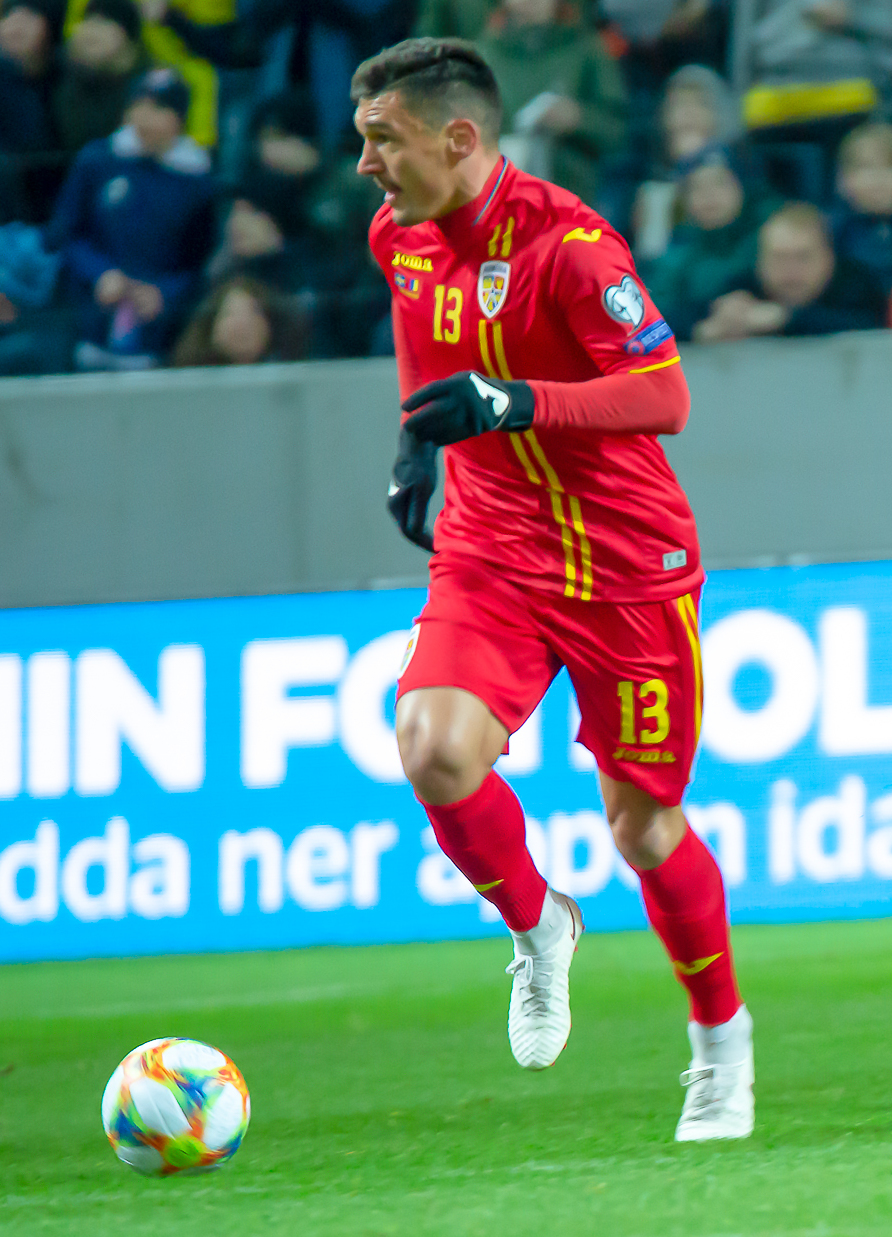
Claudiu Andrei Keșerü při jednom ze svých zápasů

Claudiu Keșerü působil v rumunském reprezentačním výběru U21.
V A-mužstvu Rumunska debutoval 7. 9. 2014 v kvalifikačním zápase ve městě Andorra la Vella proti reprezentaci Andorry, který Rumunsko vyhrálo 4:0. Při svém debutu jedenkrát skóroval.

Trenér rumunského národního týmu Anghel Iordănescu jej vzal na EURO 2016 ve Francii. Rumuni obsadili se ziskem jediného bodu poslední čtvrté místo v základní skupině A.